# Neoscona orizabensis
Neoscona orizabensis är en spindelart som beskrevs av F. O. Pickard-Cambridge 1904. Neoscona orizabensis ingår i släktet Neoscona och familjen hjulspindlar. Inga underarter finns listade i Catalogue of Life.